# Нагрузочная прямая

Графический метод расчёта каскада на полевом транзисторе в режиме с общим истоком. Рабочая точка А выбрана примерно посередине диапазона доступных токов и напряжений. Сплошная синяя линия — нагрузочная прямая по постоянному току, пунктирная синяя линия — нагрузочная прямая по переменному току при ёмкостной связи с нагрузкой

Нагрузочная прямая, или динамическая прямая в электронике и электротехнике — линия на графике вольт-амперной характеристики, отображающая зависимость выходного тока, протекающего через активный усилительный прибор (биполярный, полевой транзистор или вакуумную лампу), от напряжения на его выходных электродах (напряжения коллектор—эмиттер, сток—исток, анод—катод). Для линейных реактивных нагрузок зависимость приобретает форму замкнутого эллипса, для нелинейных нагрузок — форму нагрузочной кривой.
Исторически, основной целью применения нагрузочных прямых был графический расчёт каскадов, работающих при больших амплитудах выходного напряжения, когда нельзя пренебрегать нелинейностью передаточной характеристики, а средства малосигнального анализа не применимы. Графический метод позволял достаточно точно рассчитывать выходные напряжения и мощности, вносимые каскадом искажения, и оптимизировать выбор рабочей точки.

## Нагрузочная прямая постоянного тока
Метод нагрузочных прямых применяется для графического анализа усилительных каскадов на вакуумных лампах в режимах с общим катодом или с общей сеткой, на биполярных транзисторах в режимах с общим эмиттером или с общей базой, и на полевых транзисторах в режимах с общим истоком или с общим затвором. В таком каскаде, нагруженном на активное сопротивление {\displaystyle R_{H}} и питающемся от источника напряжения {\displaystyle U_{bb}}, напряжение между выходными электродами {\displaystyle U_{x}} и протекающий между ними ток {\displaystyle I_{x}} (ток анода, ток коллектора, ток стока) связаны уравнением
{\displaystyle U_{bb}=U_{x}+I_{x}R_{H}}.
Возможные решения уравнения лежат на нагрузочной прямой, соединяющей точки {\displaystyle (0,U_{bb}/R_{H})} и {\displaystyle (U_{bb},0)}. Первая из них соответствует короткому замыканию выходных электродов, вторая — режиму отсечки (усилительный прибор заперт). При увеличении {\displaystyle R_{H}} наклон нагрузочной прямой уменьшается (прямая сдвигается в область меньших токов), при уменьшении {\displaystyle R_{H}} наклон увеличивается. В предельном случае {\displaystyle R_{H}=0} (сток, коллектор или анод коротко замкнуты на шину питания) нагрузочная прямая строго вертикальна. В предельном случае {\displaystyle R_{H}=\infty } нагрузочная прямая строго горизонтальна. Если при этом нагрузкой служит активный источник стабильного тока, то прямая отстоит от горизонтальной оси на величину этого тока.
Ток и напряжение в точке пересечения нагрузочной прямой с вольт-амперной характеристикой транзистора или триода для заданного управляющего напряжения характеризуют режим покоя каскада, и называются соответственно током покоя и напряжением покоя. Совместно эти значения образуют точку покоя (рабочую точку) для заданного напряжения смещения. {\displaystyle U_{x}}, {\displaystyle I_{x}} и выделяемая на усилительном приборе мощность не должны превышать предельно допустимые для данного прибора значения {\displaystyle U_{max}}, {\displaystyle I_{max}} и {\displaystyle P_{max}}. Кроме того, рабочая точка не должна заходить в область низких выходных напряжений, в которой резко возрастают искажения формы сигнала. Для приёмно-усилительных вакуумных ламп нежелателен заход в область положительных управляющих напряжений, для полевых транзисторов недопустимы управляющие напряжения, при которых открывается переход между затвором и каналом.
В малосигнальных каскадах выбор рабочей точки определяется компромиссом между затратами мощности и допустимой потерей усилительных свойств транзистора. В дискретной схемотехнике ток коллектора маломощного биполярного транзистора обычно выбирается в окрестности 1 мА, ток стока полевого транзистора — от 1 до 10 мА. В каскадах усиления больших сигналов, в которых амплитуды переменных напряжений и токов сопоставимы с напряжением и током покоя, оптимальное напряжение покоя (точка А) полевого транзистора выбирается на уровне примерно половины интервала между границей перехода из линейного режима в режим насыщения и напряжением питания. Для биполярного транзистора оптимальное напряжение покоя равно половине напряжения питания.

## Нагрузочная прямая переменного тока
Полезная нагрузка может соединяться с выходом усилительного прибора непосредственно, или через разделительный конденсатор, или через разделительный трансформатор. В первом случае сопротивления нагрузки переменному и постоянному току равны, и нагрузочная прямая переменного тока совпадает с нагрузочной прямой постоянному току. При связи через реактивный элемент сопротивление выходной цепи переменному току {\displaystyle Z} может быть и больше, и меньше сопротивления постоянному току {\displaystyle R_{H}}, поэтому нагрузочные прямые постоянного и переменного тока пересекаются в рабочей точке, но не совпадают. Нагрузочная прямая переменного тока, учитывающая отличие {\displaystyle Z} от {\displaystyle R_{H}}, обычно строится для чисто активной нагрузки ({\displaystyle R_{\Pi }}) и для области частот, в которой можно пренебречь влиянием реактивности разделительного конденсатора или разделительного трансформатора. 
При ёмкостной связи с нагрузкой {\displaystyle Z<R_{H}}. На достаточно высоких частотах, когда реактивное сопротивление конденсатора снижается до пренебрежимо малых значений,
{\displaystyle Z=R_{H}||R_{\Pi }={\frac {R_{H}R_{\Pi }}{R_{H}+R_{\Pi }}}}.
При трансформаторной связи с нагрузкой {\displaystyle Z>>R_{H}}. В первом приближении можно считать, что активное сопротивление первичной обмотки {\displaystyle R_{H}=0}, и нагрузочная прямая по постоянному току проходит вертикально. На рабочих частотах трансформатора, когда можно пренебречь влиянием индуктивности его первичной обмотки и индуктивностью рассеяния, сопротивление переменному току возрастает до 
{\displaystyle Z=R_{H}+R_{2'}+R_{\Pi '}=R_{H}+{\frac {R_{2}+R_{\Pi }}{K^{2}}}}, где {\displaystyle R_{2}} - активное сопротивление вторичной обмотки, {\displaystyle K} - коэффициент трансформации.

## Нагрузочные линии переменного тока для реактивной нагрузки

Нагрузочные линии (эллипсы) для комплексной нагрузки (А) и чисто индуктивной нагрузки (B). Во втором случае мгновенные значения напряжения на стоке или коллекторе выходят за допустимые рамки: необходимо снижать напряжение питания, демпфировать индуктивность сопротивлением, или использовать транзистор с большим предельно допустимым напряжением

Если нагрузка имеет комплексный характер, то между протекающим через неё током и падающим на ней напряжением возникает сдвиг фаз. Динамическая характеристика такого каскада имеет форму не прямой, но наклонного эллипса с центром в точке покоя; одна из осей эллипса совпадает с нагрузочной прямой для активной части комплексной нагрузки. Если же нагрузка имеет чисто ёмкостный или чисто индуктивный характер, то оси эллипса параллельны координатным осям. 
Графический анализ нагрузочных эллипсов не применялся из-за чрезмерной сложности. Взамен, комплексная нагрузка замещалась чисто активным сопротивлением, величина которого равнялась модулю полного сопротивления комплексной нагрузки. 

## Комментарии
1. ↑  Вольт-амперные характеристики биполярных транзисторов, тетродов и пентодов имеют качественно сходный характер, вольт-амперные характеристики вакуумных триодов отличаются относительно низким выходным сопротивлением.
2. ↑  При допущении, что выходная цепь изолирована от входной, то есть ток сетки, затвора или базы равен нулю.
3. ↑  Для биполярного транзистора нежелателен режим насыщения, для вакуумных ламп — упомянутый далее режим работы с сеточными токами, а для полевого транзистора — линейный (начальный) режим. Заход нагрузочной прямой в линейный режим полевого транзистора приводит к росту нелинейных искажений на границе линейного, нежелательного, режима и режима насыщения (в котором и должен работать усилитель на полевом транзисторе). Работа при обратной полярности (переполюсовке) выходных электродов исключается для приборов всех типов.
4. ↑  Точнее, в область напряжений сетка-катод, при которых возникают заметные сеточные токи — что обычно происходит при напряжении сетка-катод около −1…-0,5 В и выше. Исключение составляют усилители мощности, специально спроектированные для работы с сеточными токами.